# VV Rijsoord
VV Rijsoord is een voetbalvereniging uit de wijk Rijsoord in Ridderkerk, Zuid-Holland, Nederland. De club is opgericht op 15 mei 1924 onder de naam "De Zwervers". De naam Rijsoord is in 1937 aan de voetbalvereniging verbonden. De vereniging telt ongeveer 700 leden, waarvan 600 spelende.

## Geschiedenis
| Jaar            | Gebeurtenis |
| --------------- | --- |
| 1924            | De vereniging wordt opgericht op 15 mei en gaat als “De Zwervers” door het leven. Deze naam werd gekozen omdat de club van weiland naar weiland trok om haar wedstrijden te spelen. |
| 1937            | De vereniging vernoemt zich naar de wijk in Ridderkerk waarin het gevestigd is en heet voortaan “V.V. Rijsoord”. |
| 1959            | V.V. Rijsoord sluit zich aan bij de Koninklijke Nederlandse Voetbalbond. |
| 1962            | Rijsoord brengt het eerste clubblad uit onder de naam “Het Kraaienvangertje”. De naam is toepasselijk, daar Rijsoordenaars van oudsher ‘Kraaien’ worden genoemd. Het blad wordt vanaf dat moment wekelijks bij alle leden thuisbezorgd. |
| 1972            | Burgemeester van Ridderkerk Kees Verplanke opent op 16 december het nog altijd in gebruik zijnde clubgebouw. |
| 1980            | Rijsoord opent het jeugdhome op de begane grond van het clubgebouw. |
| 1995            | In april wordt de aanleg van de lichtinstallatie rondom het hoofdveld gerealiseerd. Vanaf dat moment kunnen er ook avondwedstrijden worden gespeeld op het Kraaiennest. Met de herstructurering van afdelingen naar districten wordt het district Zuid-I het thuisdistrict van Rijsoord. Rijsoord wordt echter ingedeeld in de tweede klasse van het district West-IV.                                                                     |
| 1997            | Rijsoord wordt ongeslagen kampioen in de tweede klasse en promoveert naar de eerste klasse, op dat moment het tweede amateurniveau. |
| 1998/99         | Rijsoord handhaaft zich eenvoudig in het eerste seizoen in de eerste klasse en eindigt op een knappe vijfde positie in de eindrangschikking. |
| 1999/00         | Rijsoord wordt op 19 februari de eerste kampioen van het nieuwe millennium in Nederland. De Kraaien promoveren voor het eerst in hun historie naar het op dat moment hoogste amateurniveau, de hoofdklasse. |
| 2000/01         | Rijsoord weet geen vuist te maken in de hoofdklasse en degradeert na een seizoen alweer terug. |
| 2001/02 2002/03 | Met respectievelijk een zesde en negende plek in de eindrangschikking speelt Rijsoord een anonieme rol in de eerste klasse. |
| 2003            | Op 30 juni brandt een groot deel van de tribune langs het hoofdveld af. De schade is groot, maar met de hulp van een groot aantal vrijwilligers wordt de tribune in kort tijdsbestek volledig hersteld. |
| 2003/04         | Rijsoord eindigt op de tweede plaats achter het ongenaakbare Kozakken Boys. Ook via de nacompetitie slaagt Rijsoord er niet in om te promoveren om naar de hoofdklasse. |
| 2004/05         | In een ongemeen spannende kampioensstrijd met Kloetinge delft Rijsoord uiteindelijk het onderspit in een zinderend beslissingsduel op neutraal terrein. De Kraaien zijn vervolgens kansloos in de nacompetitie. |
| 2006/07         | Door het behalen van de eerste (vervangende) periodetitel mag Rijsoord zich weer opmaken voor de strijd om promotie in de nacompetitie. De wedstrijden hierin tegen Roda Boys en Nivo Sparta gaan echter verloren. Doordat de Rijsoordenaars de halve finale van de districtsbeker weten te bereiken kwalificeren ze zich voor het landelijke KNVB-bekertoernooi.                                                                          |
| 2007/08         | Rijsoord doet voor het eerst in zijn bestaan mee aan het landelijke KNVB-bekertoernooi, waarin het in de eerste ronde wordt uitgeschakeld. In de competitie wint Rijsoord de eerste en de tweede periodetitel, maar in de nacompetitie komt het wederom niet tot een promotie naar de hoofdklasse. |
| 2009/10         | In de allerlaatste speelronde verslaat Rijsoord in een ‘thriller’ op eigen veld VVGZ in extremis. De spannende ontknoping betekent dat Rijsoord, door de herstructurering van de KNVB, als runner-up achter Heerjansdam promoveert naar de hoofdklasse. |
| 2010/11         | Net als tien jaar eerder blijft het verblijf in de hoofdklasse voor Rijsoord beperkt tot slechts een seizoen. Voor het eerst in 40 jaar speelt Rijsoord weer in competitieverband tegen RVVH. Op het Kraaiennest krijgt Rijsoord te weinig met een gelijkspel (1-1), bij RVVH winnen de Rijsoordenaars afgetekend met 3-0. Rijsoord heeft het geluk dit seizoen niet aan zijn zijde en komt uiteindelijk net te kort om zich te handhaven. |
| 2011/12         | De terugkeer in de eerste klasse wordt een drama voor Rijsoord. De Kraaien degraderen na een elfde plaats in de eindrangschikking via de nacompetitie naar de tweede klasse. In de nacompetitie is tweedeklasser Duiveland Rijsoord over twee wedstrijden de baas. |
| 2012/13         | Rijsoord herstelt zich van de twee achtereenvolgende degradaties en wordt op overtuigende wijze kampioen in de tweede klasse. Pas in de voorlaatste speelronde lopen de Kraaien tegen hun eerste nederlaag op. Rijsoord promoveert weer terug naar de eerste klasse. |

## Overzichtslijsten

### Competitieresultaten zaterdag 1946–heden
| 4 4A |

| 7 4C |

| 6 4C |

| 6 4D |

| 3 4D |

| 8 4C |

| 9 4C |

|  |

|  |

| 10 4C |

| 11 4D |

|  |

|  |

|  |

| 9 4D |

| 9 4D |

| 4 4D |

| 4 4D |

| 4 4D |

| 5 4D |

| 1 4D |

| 2 3B |

| 1 3B |

| 6 2B |

| 6 2C |

| 11 2A |

| 1 3B |

| 6 2B |

| 4 2B |

| 4 2B |

| 6 2B |

| 11 2B |

| 13 2A |

| 4 2B |

| 5 2B |

| 3 2B |

| 13 2B |

| 3 3B |

| 5 3B |

| 3 3B |

| 3 3A |

| 2 3B |

| 8 3B |

| 2 3B |

| 9 3B |

| 12 3B |

| 7 4D |

| 1 4D |

| 3 3B |

| 10 2B |

| 7 3B |

| 1 2D |

| 3 1C |

| 5 1C |

| 1 1C |

| 14 B |

| 6 1C |

| 9 1C |

| 2 1C |

| 2 1C |

| 6 1C |

| 3 1C |

| 2 1C |

| 5 1C |

| 2 1C |

| 13 B |

| 11 1C |

| 1 2F |

| 4 1C |

| 4 1C |

| 4 1C |

| 1 1C |

| 14 A |

| 1 1B |

| 14* A |

| 15* A |

| 16 A |

| 13 1C |

| 10 2F |

| 4 3J |

2005: de beslissingswedstrijd om het klassekampioenschap in zaterdag 1C werd op 30 april bij SEOLTO met 2-5 (na verlenging) verloren van VV Kloetinge.
2020 & 2021: Dit seizoen werd stopgezet vanwege de uitbraak van het coronavirus. Er werd voor dit seizoen geen officiële eindstand vastgesteld.
| Tweede divisie | Derde divisie | Vierde divisie | Eerste klasse |
| Tweede klasse  | Derde klasse  | Vierde klasse  | Vijfde klasse |

In elke staaf van de grafiek staat van boven naar beneden vermeld: 
- Eindnotering

Dit is de positie die de club heeft bereikt in de competitie, zonder eventuele beslissings-, play-off- of nacompetitiewedstrijden die nodig zijn geweest om bijvoorbeeld de kampioen van de competitie te bepalen.
Indien een * achter het getal staat is de notering een tussenstand en kan het zijn dat de notering niet overeenkomt met de uiteindelijke eindstand van de competitie.
Staat er een - dan is het seizoen nog bezig en is er geen definitieve uitslag bekend.
Staat er xx op de positie van de notering, dan heeft de club vroegtijdig de competitie verlaten. Dit kan onder andere komen door terugtrekking van het team, faillissement van de club of door een uitgedeelde straf van de KNVB. In veel gevallen staat elders in het artikel de reden vermeld.
Staat er een ? dan is het resultaat uit het verleden onbekend, en is alleen de competitie of het niveau bekend van dat seizoen.
In de seizoenen 2019/20 en 2020/21 werd wegens de coronacrisis het amateurvoetbal afgebroken. Daardoor kennen deze staven geen eindklassering (middels -- weergegeven).
- Competitieniveau en afdelingsletter of Officiële eindstand Eredivisie
  - Competitieniveau en afdelingsletter

Hierbij geeft het getal het niveau weer, dat ook terug te vinden is in de legenda. De letter is de afdelingsaanduiding en wordt gebruikt wanneer er meer afdelingen zijn op hetzelfde niveau. De afdelingsletter is altijd een hoofdletter en wordt meestal zonder nummer gebruikt.
Voorbeeld: 2F is niveau 2e klasse competitie F.
Het competitieniveau en nummer wordt niet vermeld wanneer er slechts één competitie van dit niveau was.
  - Officiële eindstand Eredivisie (getal staat tussen haakjes vermeld)

Sinds de introductie van play-offwedstrijden voor Europees voetbal na afloop van de reguliere competitie in 2005/06, is de KNVB verplicht een eindstand van de Eredivisie door te geven aan de UEFA aan de hand van deze play-offwedstrijden.
Bij deze eindstand staan clubs die zich hebben gekwalificeerd voor Europees voetbal hoger dan clubs die zich niet wisten te kwalificeren. Indien er geen verschil was tussen de eindnotering en de officiële eindstand, staat dit getal niet vermeld.

- Onderafdeling

Hier staat afgekort de naam van de onderafdeling indien de club in dat jaar in een onderafdeling uitkwam. Tevens staat deze afkorting in de legenda en wordt gelinkt naar het artikel over deze onderafdeling. Deze afkorting wordt alleen vermeld wanneer de club in het verleden in verschillende onderafdelingen heeft gespeeld. Deze vermelding is in de staaf altijd in kleine letters. Deze onderafdelingen zijn na het seizoen 1995/96 afgeschaft. Heeft de club in slechts één onderafdeling gespeeld, dan is dit alleen terug te vinden in de legenda.
Onder de staaf staat het jaartal vermeld waarin het seizoen is afgesloten. 15 verwijst naar het seizoen 2014/15 of eventueel het seizoen 1914/15.
Wanneer een staaf leeg is, zijn deze gegevens niet bekend. Het kan ook zijn dat de club dat seizoen niet heeft meegespeeld op het hogere amateurniveau, vroegtijdig de competitie heeft verlaten of uit de competitie is gezet.

In het seizoen 1944/45 was er wegens de Tweede Wereldoorlog geen regulier competitievoetbal.

## Vrouwenvoetbal
Het eerste vrouwenvoetbalelftal van de club speelde in het seizoen 2018/19 in de vierde klasse.

## Bekende (oud-)Kraaien

### Spelers
- Soufiane Aouragh
- Bert Bartelings
- Stuart van Doten
- Tim Eekman
- Hesterine de Reus
- Gerson Rodrigues
- Kevin Strootman
- Melvin Zaalman

### Trainers
- Bert Bartelings
- Clemens Bastiaansen
- John van Diggele
- Gijs Zwaan